# توماس بولمه
توماس روبرت اولاف بولمه (سوئدی: Tomas Robert Olof Bolme؛ ‏ ۲۱ آوریل ۱۹۴۵) بازیگر اهل سوئد بود.
از فیلم‌ها یا سریال‌های تلویزیونی که وی در آن نقش داشته‌است، می‌توان به آخرین ماجرا، بهترین نیات، آرن: شوالیه معبد، آرن – پادشاهی در انتهای راه، داستان تراژدیک هملت - شاهزادهٔ دانمارک، آوگوست استریندبری: یک عمر و ملوانان اشاره کرد.